# Bourg d'Horsham
Le bourg d'Horsham (Rural City of Horsham) est une zone d'administration locale dans l'ouest du Victoria en Australie. Il résulte de la fusion en 1995 de la ville d'Horsham avec la plus grande partie des comtés de Wimmera et d'Arapiles et d'une partie du comté de Kowrie.